# Grammatonotus laysanus
Grammatonotus laysanus är en fiskart som beskrevs av Gilbert, 1905. Grammatonotus laysanus ingår i släktet Grammatonotus och familjen Callanthiidae. Inga underarter finns listade i Catalogue of Life.